# Pollard (Familienname)
Pollard ist ein englischer Familienname.

## Namensträger
- Alan Pollard (1877–1948), britischer Bibliothekar
- Albert Pollard (1869–1948), britischer Historiker
- Alfred W. Pollard (1859–1944), britischer Buchwissenschaftler und Shakespearegelehrter
- Alice Pollard, Frauenrechts- und Friedensaktivistin in den Salomonen
- Art Pollard (1927–1973), US-amerikanischer Rennfahrer
- Calvin Pollard (1797–1850), US-amerikanischer Architekt
- Carl Pollard (* 1947), US-amerikanischer Sprachwissenschaftler
- Charles Pollard (Fußballspieler) (* 1973), guyanischer Fußballspieler
- Charles Louis Pollard (1872–1945), US-amerikanischer Botaniker und Entomologe
- Daphne Pollard (1891–1978), australisch-amerikanische Schauspielerin
- Duke Pollard, guyanischer Jurist, Hochschullehrer und Richter am Caribbean Court of Justice
- Ernest M. Pollard (1869–1939), US-amerikanischer Politiker
- Fred G. Pollard (1918–2003), US-amerikanischer Politiker und Jurist
- Fritz Pollard (1894–1986), US-amerikanischer American-Football-Spieler
- Fritz Pollard, Jr. (1915–2003), US-amerikanischer Hürdenläufer
- Greg Pollard (* 1960), australischer Squashspieler
- Handré Pollard (* 1994), südafrikanischer Rugby-Spieler
- Harry Pollard (Fotograf) (1880–1968), kanadischer Fotograf
- Harry Pollard (Mathematiker) (1919–1985), US-amerikanischer Mathematiker
- Harry A. Pollard (1879–1934), US-amerikanischer Schauspieler, Regisseur und Drehbuchautor
- Henry Moses Pollard (1836–1904), US-amerikanischer Politiker
- Hugh Pollard (Geheimdienstoffizier) (1888–1966), britischer Geheimdienstoffizier
- Hugh Pollard (Schauspieler) (* 1975), britischer Schauspieler und Kameramann
- Jason Pollard (* 1978), US-amerikanischer Filmeditor
- Jemma Pollard (* 2005), australische Sprinterin
- Jim Pollard (1922–1993), US-amerikanischer Basketballspieler
- John Pollard (Fußballspieler) (Kelly John Pollard; * 1971), englischer Fußballspieler
- John Garland Pollard (1871–1937), US-amerikanischer Politiker
- John M. Pollard (John Michael Pollard; * 1941), britischer Mathematiker
- Jonathan Pollard (* 1954), israelischer Spion
- Josephine Pollard (1834–1892), US-amerikanische Dichterin
- Michael J. Pollard (1939–2019), US-amerikanischer Schauspieler
- Morris Pollard (1916–2011), US-amerikanischer Biologe
- Myles Pollard (* 1972), australischer Schauspieler
- Red Pollard (1909–1981), kanadischer Jockey
- Robert Pollard (Maler) (1755–1838), englischer Maler
- Robert Pollard (Musiker) (* 1957), US-amerikanischer Musiker
- Ron Pollard († 2015), britischer Wettanbieter und PR-Manager
- Sam Pollard (Missionar) (Samuel Pollard, 1864–1915), britischer Methodist und Missionar
- Sam Pollard (Filmemacher) (Samuel D. Pollard), US-amerikanischer Regisseur, Drehbuchautor, Filmeditor und Produzent
- Scot Pollard (* 1975), US-amerikanischer Basketballspieler
- Sidney Pollard (1925–1998), britischer Sozial- und Wirtschaftshistoriker sowie Hochschullehrer
- Snub Pollard (1889–1962), australischer Schauspieler
- Terry Pollard (1931–2009), US-amerikanische Vibraphonistin und Pianistin
- Thomas D. Pollard (* 1942), US-amerikanischer Biochemiker
- Tiffany Pollard (* 1982), US-amerikanische Schauspielerin
- Tony Pollard (* 1997), US-amerikanischer American-Football-Spieler
- Walter Pollard (1906–1945), englischer Fußballspieler
- William G. Pollard (1911–1989), US-amerikanischer Physiker